# ラルフ・トルーマン
ラルフ・トルーマン（Ralph Truman、1900年5月7日 - 1977年10月15日）は、イギリスの俳優。

## 出演作品
- レディ・カロライン
- エル・シド
- 全艦船を撃沈せよ
- 黒い天幕
- 知りすぎていた男（ブキャナン警視）
- 黄金の馬車
- マルタ島攻防戦
- バラントレイ卿
- クォ・ヴァディス
- 宝島（ジョージ・メリー）
- ユーレカの砦
- オリヴァ・ツイスト
- ヘンリィ五世
- ザ・ナイト・マイ・ナンバー・ケイム・アップ（ウェインライト卿）